# Unucikî, Cernihiv
Unucikî (în ucraineană Унучки) este un sat în comuna Dovjîk din raionul Cernihiv, regiunea Cernihiv, Ucraina.

## Demografie
Componența lingvistică a localității Unucikî
     Ucraineană (93,07%)
     Rusă (3,96%)
     Belarusă (2,97%)
Conform recensământului din 2001, majoritatea populației localității Unucikî era vorbitoare de ucraineană (93,07%), existând în minoritate și vorbitori de rusă (3,96%) și belarusă (2,97%).